# Georges Gimel
Georges Gimel (Domène, 8 maart 1898 – Megève, 21 januari 1962) was een Franse kunstschilder van personages, landschappen, berglandschappen, stillevens en bloemen. Daarnaast was hij werkzaam als graveur, lithograaf, illustrator, toneelschilder, beeldhouwer, en emailschilder.

## Levensloop
Georges Gimel werd geboren in Domène, een dorpje in de Franse Alpen. Zijn voorouders, afkomstig uit Gimel, Gimel-les-Cascades, een dorpje in het departement Corrèze, waren tijdens de godsdienstoorlogen uitgeweken naar Dauphiné. Het is waarschijnlijk de ontmoeting met de kunstschilder Tancrède Bastet, ook geboren in Domène, die bij Gimel de lust opwekte om kunstschilder te worden.
Na een jaar de École des Arts Industriels te Grenoble gevolgd te hebben, verliet Gimel zijn geboortestreek en trok hij naar Parijs, alwaar hij twintig jaar verbleef. Hij werd er student aan de École des Beaux Arts bij het atelier van Jean-Paul Laurens, waar hij onder andere de ruwe schetsen van zijn later verwezenlijkte kruisweg maakte. Tegelijkertijd volgde Gimel de École des Arts Décoratifs om zijn technieken te verbeteren.
Op achttienjarige leeftijd, aan het einde van 1916, nam hij vrijwillig dienst in het leger en vertrok naar het front van de Marne. Daar tekende hij zijn eerste oorlogsvisies. Een week voor de wapenstilstand raakte hij nog betrokken bij een gasaanval, wat nadelig voor zijn gezondheid zou zijn, maar wat hem ook een enorme kracht zou geven.
Na zijn demobilisatie keerde Gimel in 1919 weer terug naar de École des Beaux Arts, nu bij het atelier van Jean-Antoine Injalbert, en werd hij tevens leerling aan de Académie Julian. Ook werkte hij samen met zijn dienstkameraad, de beeldhouwer Henri-Louis Bouchard. Uit die tijd dateren zijn eerste houtsnij- en beeldhouwwerken.
In de jaren twintig nam Gimel deel aan het Parijse artistieke leven. Hij kwam in aanraking met schrijvers, schilders, acteurs, muzikanten en modeontwerpers. Uit die tijd dateren zijn portretten van onder meer Colette, Ève Curie, Louis Jouvet en Alfred Cortot. Gimel werd lid van de Société des Artistes Indépendants en exposeerde van 1921 tot 1934 in de jaarlijkse Salon d’Automne, waarvoor hij in 1927 het grootste schilderij van de Salon vervaardigt: “La cueillette des amandes”. Het was ook een periode waarin Gimel veel reisde, onder meer naar Méditerranée, Bretagne, de Alpen en Auvergne. Zijn werk uit deze tijd bestond uit scènes van baadsters, zeegezichten, vissers, bergmeren en bloemen, winterse taferelen van dorpjes en kinderen. 
Zijn artistieke veelzijdigheid kwam tot uitdrukking in zijn boekillustraties. Ook werkte hij samen met Jean de Brunhoff, de bedenker van Babar. Voor de Verreries Lalique ontwierp hij glasmodellen. Verder waren zijn ontwerpen voor modestoffen zeer gewild bij de modekoningen Paul Poiret en Jean Patou.
In 1934 hield Gimel zijn expositie van "Art Sacré" in de Galerie Charpentier. Zijn lithografische kruiswegen, met voorwoord van Léon Daudet, werden aangekocht door het Romeinse Curie Vaticaan en de Bibliothèque Nationale.
Om gezondheidsredenen moest Gimel Parijs verlaten. Hij liet zich daarom een chalet "La Fresque" in Megève (Haute Savoie) bouwen, door de architect Henri-Jacques le Même. De grote buitenmuurschilderingen van Gimel, met weinig bedekte personages ("Le roi et la reine des neiges") zorgden voor veel commentaar.
In 1937 droeg Gimel bij aan de Wereldexpositie te Parijs; hij vervaardigde schilderijen met wintersporttaferelen voor het Paviljoen van de Dauphiné.
Aan het einde van de Tweede Wereldoorlog, in 1944, kwam zijn boek Le calvaire de la Résistance met oorlogsvisies uit. Meerdere van deze visies werden in 1940 al getoond, tijdens een expositie in de Galerie Katia Granoff te Parijs.
Hierna concentreerde Gimel zich bijna uitsluitend op het maken van emailschilderijen. Hij bouwde hiervoor in zijn chalet, te Megève, een enorme oven en experimenteerde om de gewenste kleuren en effecten te krijgen. In 1949 werden een honderdtal van zijn werkstukken bij de Galerie Bernheim Jeune te Parijs tentoongesteld. Door bemiddeling van het ministerie van Buitenlandse Zaken" worden meerdere van zijn emailschilderingen, voor exposities, naar het buitenland gezonden, onder meer naar Rome, Saarbrücken en naar de Yale University Art Gallery. In 1956 voltooide Gimel de in email uitgevoerde Kruisweg voor de kerk Saint-Jean-Baptiste van Megève.
Op 21 januari 1962 stierf Gimel plotseling op de ijsbaan van Megève, al walsende met een jonge vrouw.

## Decoratieve werken
- 1930: Muurschildering La Carrière (De Steengroeve) voor het hoofdkantoor van de "Compagnie des chaux et ciments. Lafarge" in Parijs. (onvindbaar)
- 1935: Muurschildering Le roi et la reine des neiges (De sneeuwkoning en koningin) voor zijn chalet in Megève.
- 1948: Muurschildering L’activité des travailleurs d’hier et d’aujourd’hui (Oude en nieuwe beroepen; 320 × 600) voor het vakbondsgebouw in Annecy. (onvindbaar)
- 1952: Muurschildering Comédiens des années vingt (Toneelspelers uit de jaren twintig) voor het Nieuwe Theater van Grenoble, Isèrezijde. (in restauratie)

## Illustraties
- Dévigne, Roger (1921), Janot le jeune hommes aux ailes d'or. Parijs: L'Encrier.
- Coeuroy, André (1921), Musiciens. Parijs: Nouvel Essor.
- Faure, Gabriel (1922), Printemps. Parijs: R.Chiberre.
- Voragine, Jacques de (1922), Sainte Agnès. Parijs: Nouvel Essor.
- Hervieu, Louise (1924), l'Âme du cirque. Parijs: Librairie de France.
- Gimel, Georges en Petiot, Henry (1924), Stendhal. Chambéry: Tentatives.
- Gimel, Georges (1933), Chemin de Croix. Parijs: Jeanne Bucher.
- Gimel, Georges (1944), Le Calvaire de la Résistance. Grenoble: Didier et Richard.